# Роте, Рихард
Рихард Роте (нем. Richard Rothe; 28 января 1799, Познань — 20 августа 1867, Хайдельберг) — германский протестантский (лютеранский) богослов и преподаватель, духовный писатель теософического и супранатуралистического направления. Считался одним из крупнейших богословов Германии XIX века.

## Биография
Родился в семье прусского офицера. С юных лет находился под влиянием романтизма, с 1817 года изучал протестантское богословие и философию в Гейдельбергском университете, в семестре 1819/1820 года перешёл в Берлинский университет; одним из его учителей был Гегель. В конце 1820 года получил степень доктора богословия, до 1822 года преподавал в семинарии в Виттенберге, затем стал кандидатом в священники и в конце 1823 года был рукоположён, а 16 декабря того же года был назначен проповедником при прусском посольстве в Риме. В 1828 году был назначен профессором Виттенбергской семинарии, в 1832 году стал заместителем её директора и затем директором. В 1837 году по предложению баденского правительства занял должность сразу ординарного профессора Нового Завета, догматики и практического богословия в Гейдельбергском университете, одновременно возглавив гейдельбергскую духовную семинарию. В ноябре 1849 года перешёл профессором практического богословия в Боннский университет, но в 1854 году из-за болезни жены возвратился в Гейдельберг, где климат для неё был более благоприятным, вернувшись к преподаванию прежних дисциплин, а также став профессором церковной истории и университетским проповедником. В 1861 году стал ассоциированным членом Оберкирхенрата (Верховного совета церквей) в Карлсруэ, в 1863 году участвовал в создании Немецкой протестантской ассоциации, в 1863 и 1865 годах избирался в баденский парламент. Участвовал в баденских синодах евангелических церквей в 1843, 1855, 1861 и 1867 годах. Был основателем Богословского академического общества при Гейдельбергском университете.

## Воззрения
В юности под влиянием романтизма тяготел к религиозному мистицизму, однако после службы в Риме начал рассматривать христианство с универсалистских позиций и развивать идею о неразрывной связи религии и нравственности. Своё богословское направление он сам называл теософическим и супранатуралистическим. По своим взглядам на неизбежность взаимодействия в христианстве исторических причин и идей примыкал к так называемым богословам-посредникам. Требовал реформ евангелической церкви и богословия, согласных с культурным развитием своего времени.

## Труды
Наиболее известные труды: «Die Anfänge der christ. Kirche und ihrer Verfassung» (Виттенберг, 1837), «Theologische Ethik» (там же, 1845—1848; 2-е издание, оконченное Гольцманном, — 1867—1871; три тома (пять во 2-м издании), его важнейший труд), «Zur Dogmatik» (Гота, 1863; 2-е издание — 1869). После смерти были изданы «Dogmatik» (Гейдельберг, 1870—71), «Vorlesungen über Kirchengeschichte» (там же, 1875), «Theol. Encyclopädie» (Виттенберг, 1880), «Geschichte d. Predigt» (Бремен, 1881), «Predigten» (Эльберфельд, 1868—69; Гамбург, 1872), «Erbauliches» (Виттенберг, 1872; 2 изд., Бремен, 1888), «Gesammelte Vorträge und Abhandlungen» (Эльберфельд, 1886), «Uebersicht der theol. Ethik» (Бремен, 1895). Были сохранены и изданы также многие его проповеди и лекции.